# Peninsula-kampagnen
Peninsula-kampagnen i den amerikanske borgerkrig var en stor operation som blev igangsat i det sydøstlige Virginia og løb fra marts til juli 1862. Det var den første offensiv i stor skala i det østlige operationsområde. Operationen, som blev ledet af generalmajor George B. McClellan, var en amfibieoperation som var planlagt til at skulle erobre hovedstaden i konføderationen – Richmond – ved at omgå konføderationens hær i det nordlige Virginia. McClellan havde succes i starten mod den lige så forsigtige sydstatsgeneral Joseph E. Johnston, men da han blev såret og udskiftet med Robert E. Lee ændrede kampagnen karakter, og blev til et ydmygende nederlag for Unionen.
McClellan landsatte sin hær ved Fort Monroe og rykkede mod nordvest op gennemVirginiahalvøen. Den konfødererede brigadegeneral John B. Magruder havde bygget tre forsvarslinjer over den smalle halvø. Den første større linje, Warwick Line gik fra Yorktown til Mulberry Island, og var en overraskelse for McClellan. Hans håb om en hurtig fremrykning var gået i vasken. McClellan beordrede sin hær til at forberede en Belejring af Yorktown. Lige før forberedelserne til en belejring var afsluttet indledte de konfødererede, som nu var under direkte kommando af Johnston en tilbagetrækning mod Richmond. Den første større slag under kampagnen var slaget ved Williamsburg, hvor Unionen opnåede nogle taktiske sejre, men Konføderationen fortsatte sin tilbagetrækning. Et amfibieangreb i flanken på sydstatshæren ved Eltham's Landing formåede ikke at afskære sydstatshærens tilbagetrækning. I slaget ved Drewry's Bluff blev et forsøg fra flåden på at nå Richmond via James River slået tilbage.
Da McClellans hær nærmede sig udkanten af Richmond, kom det til et mindre slag ved Hanover Court House, men det blev fulgt op af et overraskelsesangreb fra Johnston i slaget ved Seven Pines (også kaldet Fair Oaks). Slaget var uden vinder, men med store tab på begge sider, og havde ingen vedvarende effekt på kampagnen. Johnston blev såret og den 1. juni erstattet med den mere aggressive Robert E. Lee, som reorganiserede sin hær og forberedte sig på at gå i offensiven.
Selv om de formelt betragtes som en del af Pensinsula-kampagnen, er de sidste slag mellem den 25. juni og 1. juli, hvor Lee gik i offensiven mod McClellan, kendt under betegnelsen Syvdagesslaget og er beskrevet i en særskilt artikel.

## Baggrund
McClellan brugte vinteren 1861–62 på at træne sin nye Army of the Potomac og på at afvise opfordringer fra præsident Abraham Lincoln om at rykke frem mod de konfødererede. Lincoln var især bekymret over General Joseph E. Johnstons hær ved Centreville, blot 50 km fra Washington D.C. McClellan overvurderede kraftigt Johnstons styrke og flyttede sit fokus fra denne hær til den konfødererede hovedstad Richmond. Han foreslog at flytte hæren over havet til Urbanna ved Rappahannock floden og derefter over land til Richmond inden Johnston kunne rykke frem og blokere ham.
Lincoln foretrak fremrykning over land, fordi det ville beskytte Washington fra ethvert angreb, mens operationen stod på, men McClellan hævdede at vejene i Virginia var elendige, at han havde sørget for et tilstrækkeligt forsvar af hovedstaden Washington og at Johnston helt sikkert ville følge ham, hvis han rykkede frem mod Richmond. Planen blev debatteret i tre måneder i Washington indtil Lincoln godkendte McClellans forslag i begyndelsen af marts. Den 9. marts trak Johnston imidlertid hele sin hær tilbage fra Centreville til Culpeper, hvilket gjorde McClellans Urbanna plan uigennemførlig. McClellan foreslog da at sejle til Fort Monroe og så fortsætte op ad Virginiahalvøen (den smalle stribe land mellem James og York floderne) til Richmond. Lincoln accepterede tøvende.
Inden han tog af sted til Virginiahalvøen lod McClellan sin hær marchere til Centreville på en prøvetur. Han opdagede hvor svag Johnstons styrke og stillinger rent faktisk havde været, og måtte se sig stillet overfor en stigende kritik. Den 11. marts fratog Lincolns War Order No. 3 McClellan posten som hærens øverstkommanderende, så han kunne koncentrere sig om den vanskelige kampagne, som lå foran ham. Army of the Potomac begyndte at indskibes til Fort Monroe den 17. marts.

## Modstående styrker
Army of the Potomac havde ca. 50.000 mand ved Fort Monroe da McClellan ankom, men dette antal voksede til 121.500 inden kampene begyndte. Det var en kolossal opgave at flytte disse mænd og næsten 15.000 heste og muldyr foruden 1.150 vogne. Det krævede 113 damskibe, 188 sejlskibe og 88 pramme. Hæren blev inddelt i tre korps og andre enheder som følger:
- II Korps under Brigadegeneral Edwin V. Sumner med divisionerne under brigadegeneralerne Israel B. Richardson og John Sedgwick
- III Korps under brigadegeneral Samuel P. Heintzelman med divisionerne under brigadegeneralerne Fitz John Porter, Joseph Hooker og Charles S. Hamilton
- IV Korps under brigadegeneral Erasmus D. Keyes med divisionerne under brigadegeneralerne Darius N. Couch, William F. "Baldy" Smith og Silas Casey
- 1st Division af I Korps under brigadegeneral William B. Franklin.
- Reserve infanteri under kommando af brigadegeneral George Sykes
- Kavaleri under kommando af brigadegeneral George Stoneman
- Garnisonen ved Fort Monroe, 12.000 mand under generalmajor John E. Wool; Wool blev hurtigt overført til et andet militærområde med tjeneste i Baltimore da krigsministeriet opdagede, at han teknisk set havde højere rang end McClellan.

På de konfødereredes side var Johnston's Army of Northern Virginia (med nyt navn fra den 14. marts)) organiseret i tre fløje, som hver bestod af adskillige brigader, som følger:
- Venstre fløj, under generalmajor D. H. Hill med brigaderne under brigadegeneralerne Robert E. Rodes, Winfield S. Featherston, Jubal A. Early og Gabriel J. Raines.
- Center fløj under generalmajor James Longstreet med brigaderne under brigadegeneralerne A.P. Hill, Richard H. Anderson, George E. Pickett, Cadmus M. Wilcox, Raleigh E. Colston og Roger A. Pryor
- Højre fløj under generalmajor John B. Magruder med brigadegeneral Lafayette McLaws division og brigaderne under brigadegeneralerne Paul J. Semmes, Richard Griffith, Joseph B. Kershaw, og Howell Cobb) samt divisionen under brigadegeneral David R. Jones (brigader under brigadegeneralerne Robert A. Toombs og George T. Anderson)
- Reserve styrke under kommando af generalmajor Gustavus W. Smith
- Kavaleri under kommando af brigadegeneral J.E.B. Stuart.

Da Army of the Potomac ankom til Fort Monroe var det kun Magruders 13.000 mand, som stod overfor dem på halvøen. Hovedparten af Johnstons styrke (43.000 mand) lå ved Culpeper, 6.000 under generalmajor Theophilus H. Holmes ved Fredericksburg og 9.000 under generalmajor Benjamin Huger ved Norfolk. I Richmond var General Robert E. Lee kommet tilbage fra arbejde med kystbefæstninger i North og South Carolona og den 13. marts blev han øverste militære rådgiver for den konfødererede præsident Jefferson Davis.
Styrkerne i Shenandoah dalen spillede en indirekte rolle i kampagnen. Ca. 50.000 mand under generalmajorerne Nathaniel P. Banks og Irvin McDowell var beskæftiget med at jage en meget mindre styrke under Stonewall Jackson i Jacksons Shenandoah kampagne. Jacksons dygtige manøvrering og taktiske successer i små slag afholdt Unionen fra at sende forstærkninger til McClellan, hvilket han beklagede meget. Han havde regnet med at de 30.000 mand under McDowell skulle slutte sig til ham.
Magruder havde forberedt tre defensiver linjer over Halvøen. Den første ca. 20 km nord for Fort Monroe bestod af fremskudte poster til infanteriet og skanser til artilleriet, men der var for få tropper til at den kunne bemandes så den kunne modstå Unionens fremrykning. Dens primære opgave var at sørge for at Unionen ikke fik noget at vide om den næste linje, som strakte sig fra Yorktown til Mulberry Island. Denne Warwick Line bestod af skanser, skyttegrave og befæstninger bag Warwick River. Ved at forstørre to dæmninger på floden blev floden gjort til en betydelig militær forhindring. Den tredje defensive linje var en række forter ved Williamsburg, som ventede uden bemanding hvis hæren fik behov for at falde tilbage fra Yorktown.

## Slagene
Slaget ved Hampton Roads (8. marts – 9. marts 1862)
8. marts markerede det første slag mellem jernpansrede skibe da det nye CSS Virginia gjorde sin entre overfor de træskibe fra Unionen, som blokerede indsejlingen fra Chesapeake Bay til Hampton Roads og bragte ødelæggelse til dem. Den følgende dag blev Virginia mødt af det nye panserskib fra Unionen USS Monitor. De to panserskibe udkæmpede et uafgjort slag, hvor de begge trak sig tilbage ved dagens slutning.
Slaget ved Hampton roads afstedkom en ny form for bekymringer fordi hærens transportskibe kunne blive angrebet af dette nye våben direkte på deres vej. Og flåden kunne ikke garantere McClellan at de kunne beskytte operationer på hverken James elle York floden, så hans plan om at landsætte amfibiestyrker rundt om Yorktown blev opgivet og han beordrede en fremrykning op ad halvøen til at begynde den 4. april. Den 5. april fandt McClellan ud af at McDowells korps ikke ville kunne slutte sig til ham ved Fort Monroe. Udover presset fra Jacksons kampagne i Shenandoah dalen troede præsident Lincoln at McClellan havde efterladt utilstrækkelige styrker til bevogtning af Washington og at generalen havde vildledt om styrketallene og medregnet tropper i Washingtons forsvar, som allerede var indsat andet steds. McClellan protesterede og sagde, at han allerede måtte gennemføre en stor kampagne uden de lovede styrker, men rykkede alligevel fremad.
Slaget ved Yorktown (5. april – 4. maj)
Unionshæren rykkede frem til Yorktown (stedet hvor Lord Charles Cornwallis havde overgivet sig i 1781 til George Washington) hvor Magruders 13.000 mand havde befæstet en linje på begge sider af byen og langs Warwick floden, som strakte sig næsten hele vejen over halvøen. McClellan besluttede sig til at belejre Yorktown og brugte næsten en måned på at samle det tunge artilleri og forsyninger, som han følte var nødvendige for at løse opgaven. Magruder, som havde været amatørskuespiller før krigen narrede McClellan ved demonstrativt at lade mindre enheder marchere forbi det samme sted flere gange, og dermed få dem til at ligne en større styrke. McClellan udskød fremrykningen op af halvøen mod Richmond, beordrede bygning af belejrings befæstninger og bragte tunge belejringskanoner frem til fronten. I mellemtiden bragte Johnston forstærkninger frem til Magruder. Den 16. april undersøgte Unionstropper en svaghed i de konfødereredes linje ved Lee's Mill (eller dæmning nr. 1). De fik imidlertid ikke udnyttet denne svaghed i tide, og det holdt McClellan tilbage i endnu to uger, mens han forsøgte at overbevise flåden om at man kunne forbigå de konfødereredes store kanoner i Yorktown og Gloucester Point og løbe op af York River til West Point, Virginia og således omgå Warwick linjen. McClellan planlagde et stort bombardement, som skulle begynde den 5. maj, men de konfødererede sneg sig væk om natten til den 3. maj i retning af Williamsburg. Under McClellans lange forsinkelse, som til dels var betinget af vejret, vanskeligheder med logistikken samt McClellans tilsyneladende mangel på mod, havde Johnston haft god tid til at omgruppere sin hær til forsvar for Richmond. Elementer af James Longstreets fløj som var bagtrop for tilbagetrækningen besatte nogle af Magruders skyttegrave. Den 4. maj indtraf der en mindre træfning mellem de to hære. Stonemans unionskavaleri havde også træfninger med J.E.B. Stuart.
Slaget ved Williamsburg (5. maj)
Det første egentlige slag i kampagnen omfattede næsten 41.000 Unionstropper og 32.000 konfødererede. McClellan opholdt sig i bagområdet det meste af dagen og den operationelle kommando over slaget lå ved Sumner, som kun indsatte halvdelen af hæren. Joseph Hookers division stødte på de konfødereredes bagtrop nær Williamsburg. Hooker angreb Fort Magruder, en jordbefæstning langs Williamsburg Road (fra Yorktown) men blev slået tilbage. Longstreet gennemførte et modangreb, og truede med at overløbe Unionens venstre flanke indtil brigadegeneral Philip Kearny's brigade ankom og stabiliserede Unionens stilling. Brigadegeneral arrived Winfield S. Hancock's brigade rykke da frem for at true konfødereationens venstre flanke og besatte to forladte skanser. De konfødererede gennemførte et resultatløst modangreb. Hancocks lokale succes blev ikke udnyttet. Den konfødererede hær fortsatte sin tilbagetrækning i løbet af natten. Selv om slaget grundlæggende endte uafgjort var det en skuffelse for Unionen, at den ikke havde været i stand til at ødelægge end meget mindre styrke foran den, men McClellan telegraferede til krigsministeriet og hævdede at have vundet en sejr.
Slaget ved Eltham's Landing (7. maj)
McClellans næste plan gik ud på at flytte fire divisioner (Franklins, Porters, Sedgwicks, og Richardsons) en for en op ad York floden til Eltham's Landing, nær West Point, Virginia, og afskære Johnsons tilbagetrækning fra halvøen. Johnston hørte om denne manøvre og sendte divisionen under G. W. Smith af sted for at opfange Franklin, den første division, som skulle lande. Smith vandt en taktisk sejr over Franklin i en tung træfning, og overbeviste McClellan om ikke at forsøge sig med yderligere amfibieoperationer, trods det at vejene fortsat var dårlige i retning af Richmond.
Den 9. maj stod den isolerede konfødererede styrke ved Norfolk overfor en stor Unionsstyrke på den anden side af Hampton Roads og evakuerede byen og flådebasen. Den 11. maj blev CSS Virginia sprængt i luften for at forhindre at den blev taget af Unionens flåde. Præsident Lincoln overværede denne del af kampagnen efter at være ankommet til Fort Monroe den 6. maj ledsaget af krigsminister Edwin M. Stanton og finansminister Salmon P. Chase på finansministeriets båd Miami. Lincoln troede at byen Norfolk var sårbar og at kontrol over James River var mulig, men McClellan var for travlt beskæftiget ved fronten til at mødes med præsidenten. Under udøvelse af sine beføjelser som øverstkommanderende for hær og flåde beordrede Lincoln et flådebombardement af de konfødererede batterier i området (den 8. maj) og sejlede ud i en lille båd med sine to ministre for at gennemføre en personlig rekognoscering i land. Tropper under kommando af generalmajor John E. Wool, den aldrende kommandør på Fort Monroe besatte Norfolk den 10. maj, og mødte kun lidt modstand.
Slaget ved Drewry's Bluff (15. maj)
Med Yorktown i Unionens hænder og CSS Virginia sunket var James River nu åben for Unionens kanonbåde. Den 15. maj dampede fem kanonbåde fra den Nordatlantiske blokade eskadre, herunder USS Monitor og USS Galena op af James for at undersøge forsvarsværkerne i Richmond. Da de nåede en drejning i den store flod ovenfor Dutch Gap, ca. 11 km fra Richmond stødte de fem kanonbåde på undersøiske forhindringer og blev beskudt fra batterier på Fort Darling ved Drewry's Bluff, som alvorligt beskadigede Galena. De konfødererede kanoner, som var placeret 180 meter over floden var så højt oppe, at flådens kanoner ikke kunne eleveres så højt at de kunne ramme dem. Flåden led tab på 14 døde og 13 sårede, og måtte trække sig tilbage. Kommandør John Rodgers på Galena rapporterede til McClellan at de kunne landsætte tropper indenfor 16 km fra den konfødererede hovedstad, men McClellan udnyttede ikke denne mulighed i løbet af kampagnen.
Da han ikke kunne benytte den ønskede adgangsvej til Richmond via James River, etablerede McClellan en forsyningsbase på Pamunkey River, en sejlbar biflod til York River ved White House Landing hvor Richmond and York River Railroad der førte til Richmond krydsede floden. Han beslaglagde jernbanen og transporterede damplokomotiver og vogne til stedet med pram.
I de næste tre uger nærmede han sig forsigtigt Richmond. Den 18. maj reorganiserede han Army of the Potomac i felten og forfremmede to generalmajorer til at føre et korps: Fitz John Porter fik det nye V Korps og William B. Franklin fik VI Korps. Hæren var på 105.000 mand og lå nordøst for byen hvor de var i overtal i forhold til Johnstons hær på 60.000. Dårligt efterretningsarbejde fra detektiven Allan Pinkerton, som var i McClellans stab fik generalen til at tro, at han var i undertal 2:1. Adskillige træfninger mellem linjerne mellem de to hære fandt sted mellem den 23. og den 26. maj. Spændingen var høj i byen, især efter den tidligere beskydning med flådekanoner i slaget ved Drewry's Bluff.
Slaget ved Hanover Court House (27. maj)
Efterhånden som Unionshæren nærmede sig de ydre forsvarslinjer omkring Richmond blev den delt af Chickahominy floden, hvilket svækkede dens mulighed for at flytte tropper frem og tilbage langs fronten. Den 27. maj rykkede dele af brigadegeneral Fitz John Porters V Korps mod nord for at beskytte højre flanke af Army of the Potomac. Porters opgave var at klare en styrke af konfødererede tropper nær Hanover Court House, som truede adgangsvejen for Unionsforstærkninger under Irwin McDowell, som var på vej sydpå fra Fredericksburg. Den mindre konfødererede styrke under brigadegeneral Lawrence O'Bryan Branch blev besejret ved Peake's Crossing efter en uorganiseret kamp. Unionens sejr var imidlertid intet værd, for McDowell blev kaldt tilbage til Fredericksburg efter at det blev kendt at Banks var blevet slået på flugt i Shenandoah dalen i det Første slag ved Winchester. Ved McDowells fravær blev McClellan endnu mere forsigtig med at flytte flere af sine tropper syd for Chickahominy floden, hvilket gjorde hans venstre flanke til et mere attraktivt mål for Johnston.
Slaget ved Seven Pines (31. maj – 1. juni)
Den 31. maj forsøgte Johnston at udnytte Unionshærens skræven over den regnvandssvulmende Chickahominy flod ved at angribe de to korps (Heintzelman's III Korps og Keyes' IV Korps) syd for floden, og efterlade dem isolerede fra de tre korps nord for floden. De konfødereredes angrebsplan var indviklet og ikke velkoordineret, hvilket resulterede i at tropper rykkede forkerte steder hen og forsinkede angrebene, men det lykkedes at drive IV Korps tilbage og påføre alvorlige tab. Begge sider tilføjede flere tropper ind i kampen, selv om de konfødererede aldrig nåede op på en tilstrækkelig masse til at vinde. Af de 13 brigader på deres højre flanke var der aldrig mere end fire, som var i kamp på et bestemt tidspunkt. Understøttet af III Korps og John Sedgwicks division fra Edwin V. Sumners II Korps (som krydsede Chickahominy på Sumners eget initiativ) blev Unionens stilling endelig stabiliseret inden IV Korps blev slået på plugt. General Johnston blev alvorligt såret under kampen, og kommandoen over Army of Northern Virginia overgik kortvarigt til G. W. Smith. Kort efter overtog Robert E. Lee permanent kommandoen over hæren. Den 1. juni fornyede de konfødererede deres angreb mod Unionshæren, som havde bragt forstærkninger frem, men de kom ingen vegne. Begge sider hævdede at have vundet og havde nogenlunde lige store tab, men ingen af siderne havde opnået meget i slaget. George B. McClellans fremstød mod Richmond var stoppet og Johnstons hær trak sig tilbage til Richmonds befæstninger.

## Efterspil og Syvdagesslaget
General McClellan valgte at opgive sine offensive operationer, begynde en belejring og afvente de forstærkninger, han havde anmodet om fra præsident Lincoln. Han fik aldrig det strategiske momentum tilbage i kampagnen, og i resten af hans involvering i krigen.
Lee benyttede den månedlange pause i McClellans fremstod til at befæste forsvarslinjen omkring Richmond og forlænge den sydpå til James River ved Chaffin's Bluff. På sydsiden af James River blev der bygget forsvarslinjer sydpå til et punkt nedenfor Petersburg. Den samlede længde af den nye defensive linje var omkring 50 km. For at få tid til at færdiggøre forsvarslinjen og forberede en offensiv gentog Lee taktikken med at få en lille styrke til at se stor ud. McClellan blev også nervøs over J.E.B. Stuarts vovelige, men ellers militært ligegyldige kavaleri ridt rundt om Unionens hær (13. juni–15. juni).
Den anden del af Peninsula-kampagnen tog en drejning imod Unionen da Lee iværksatte kraftige modangreb lige øst for Richmond i Syvdagesslaget fra 25. juni til 1. juli 1862.
Selv om ingen af slagene endte som klare taktiske sejre til konføderationen – og det sidste, Slaget ved Malvern Hill, var et klart nederlag – betød de vedholdende angreb og den pludselige opdukken af Stonewall Jacksons styrke på hans vestlige flanke at McClellan blev mere og mere foruroliget, og han trak sine tropper tilbage til basen ved James River. Senere beordrede Lincoln hæren tilbage til Washington D.C. for at understøtte general John Pope i hans Northern Virginia kampagne og Andet slag ved Bull Run. Virginia halvøen var forholdsvis stille indtil maj 1864 hvor Benjamin F. Butler igen invaderede den som en del af Bermuda Hundred kampagnen.

## Eksterne links
- Animeret historie om Peninsula-kampagnen Arkiveret 8. september 2008 hos  Wayback Machine
- 1862 Peninsula-kampagnen Arkiveret 9. maj 2008 hos  Wayback Machine
- Fotografier fra Peninsula-kampagnen
- Stuart's ridt rundt om McClellan
- West Point Atlas kort over Peninsula-kampagnen Arkiveret 16. oktober 2006 hos  Wayback Machine
- National Park Service Richmond National Battlefield Park
- Kort over slagmarker i nutiden Arkiveret 24. januar 2005 hos  Wayback Machine